# Mordechai Tenenbaum

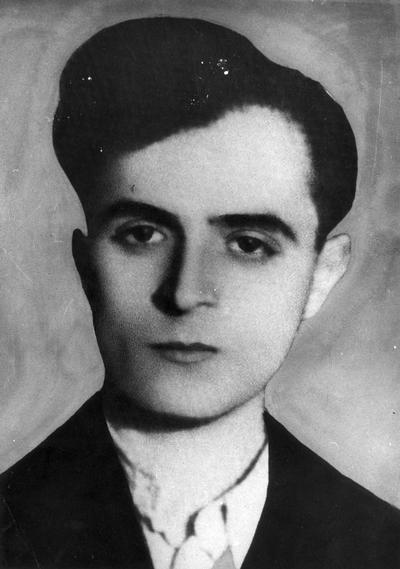
Mordechai Tenenbaum

Mordechai Tenenbaum (* 1916 in Warschau; † um 20. August 1943 in Białystok) war ein jüdischer Widerstandskämpfer in Polen während des Zweiten Weltkrieges.

## Leben und Wirken
Mordechai Tenenbaum wurde 1916 in Warschau geboren. Als 20-Jähriger begann er ein Studium semitischer Sprachen. Ende der 30er Jahre war er in verschiedenen jüdischen Jugendorganisationen tätig. Unter den deutschen Besatzern schloss er sich in den Ghettos von Wilna und Warschau Untergrundbewegungen an. Er gehörte im Juli 1942 zu den Mitbegründern der jüdischen Kampfgruppe „Żydowska Organizacja Bojowa“ (ŻOB). Später war der jüdische Widerstandskämpfer auch an der Zusammenführung des „Antifaschistischen Blocks“ beteiligt. Im November 1942 ging er in das Ghetto in Bialystok. Zu seinen ersten Tätigkeiten zählte die Einrichtung eines Untergrundarchivs, das er nach dem Vorbild des Ringelblum-Archivs in Warschau führte und Belege für die Judenverfolgung sammelte. Die Dokumente befinden sich heute in Israel und Polen. Nach der Zusammenführung unterschiedlicher Widerstandsgruppen im Ghetto Białystok im Juli 1943 zur „Einheitsfront“, wurde er zum Anführer im Widerstandskampf gegen die Deutschen gewählt. Nach den Erfahrungen des Warschauer Ghettoaufstandes hatten die deutschen SS- und Polizeieinheiten ihre Liquidierungstaktik im Falle des Ghettos Białystok anscheinend geändert. Nach der hermetischen Abriegelung des Ghettos durch deutsche Sicherheitskräfte in der Nacht vom 15. auf den 16. August 1943 ging Tenenbaum und seinen Anhängern schon nach wenigen Tagen die Munition aus. Wahrscheinlich hat er sich um den 20. August 1943 in auswegloser Situation das Leben genommen.

## Auszeichnung
Tenenbaum wurde am 18. April 1945 postum mit dem polnischen Orden Grunwald-Kreuz (Orden Krzyża Grunwaldu) III. Klasse ausgezeichnet.